# Вільярреал Б
«Вільярреал Б» (ісп. Villarreal Club de Fútbol B) — іспанський футбольний клуб з міста Вільярреал провінції Кастальо у складі автономної спільноти Валенсія, резервна команда клубу «Вільярреал». Клуб заснований у 1999 році, гостей приймає на стадіоні «Сьюдад Депортіва». 

## Історія
Клуб був заснований 1999 року і до 2003 року грав у регіональних змаганнях, після чого вийшов у Терсеру, де провів ще 4 сезони і зміг вийти у Сегунду Б.
Посівши в сезоні 2008/09 2-е місце в Групі III Сегунди Б, «Вільярреал B» вперше у своїй історії здобув право виступати у Сегунді, найвищому дивізіоні, в який може вийти фарм-клуб. Там команда провела три сезони, проте через виліт першої команди «Вільярреала» з Прімери, з сезону 2012/13 «Вільярреал Б» знову став виступати в Групі III Сегунди Б.